# Beleg van Bergen op Zoom (1622)

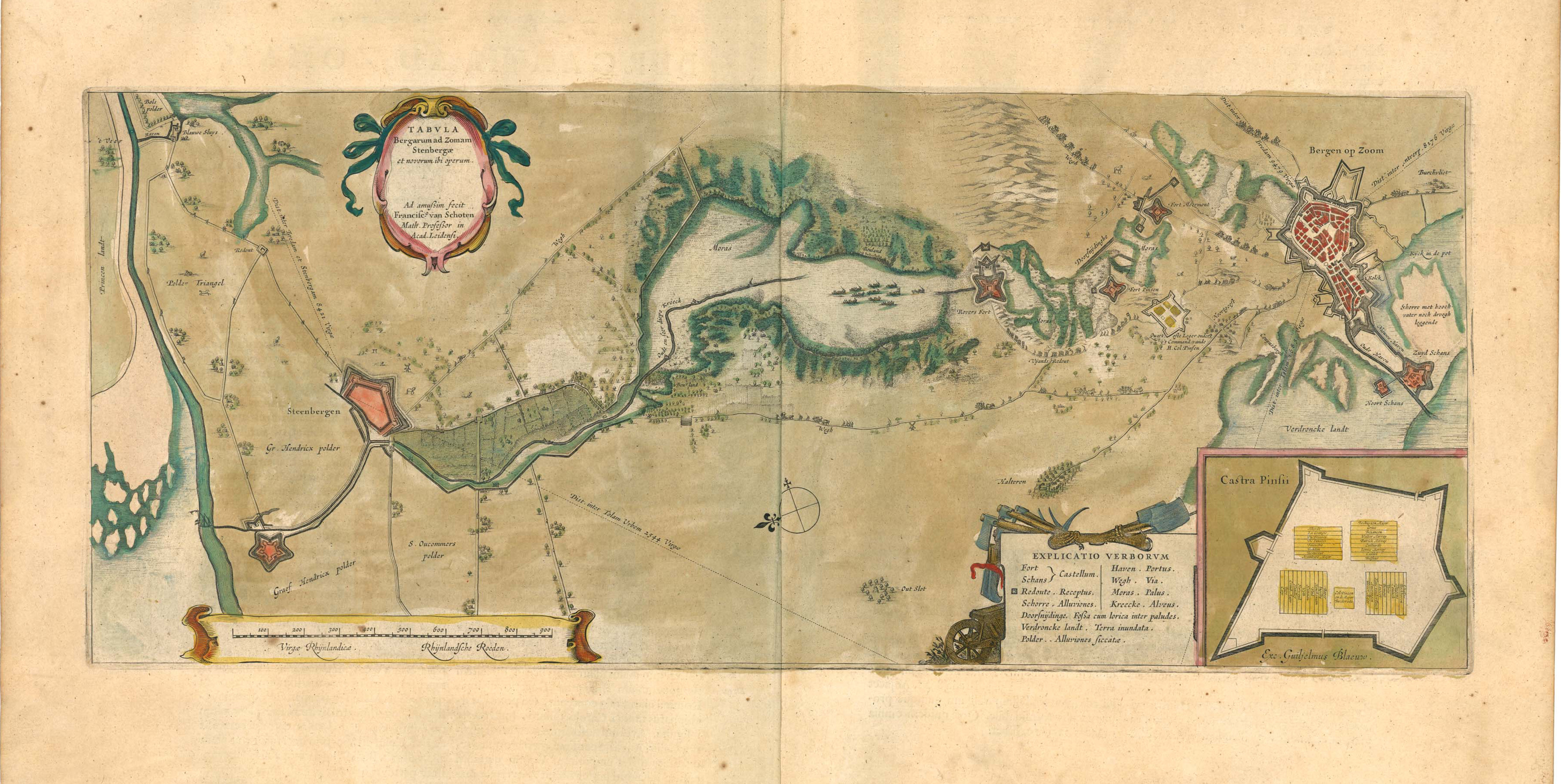
vanaf links Steenbergen met de diverse forten naar rechts liggende Bergen op Zoom.

Het tweede Beleg van Bergen op Zoom was een belegering van Bergen op Zoom die duurde van 18 juli tot 2 oktober 1622. De strijd ging tussen de Verenigde Provincies onder leiding van prins Maurits en het Spaanse leger van Vlaanderen onder leiding van Ambrogio Spinola tijdens de Tachtigjarige Oorlog.

## Achtergrond
Het was vierendertig jaar geleden, in 1588, dat er een poging was gedaan om de stad in te nemen onder Alexander Farnese, hertog van Parma. Door tussenkomst van Maurits van Oranje moest Farnese destijds vluchten. In 1600 kwam de Spaanse generaal Ambrogio Spinola naar Holland en hij had in 1604 na een lang beleg de stad Oostende weten te veroveren. Hij bouwde gestaag aan zijn carrière en zaaide angst onder de Nederlandse bevolking.

## Beleg
Toen Spinola in zijn plannen om Bergen op Zoom in te nemen in 1621 onverwacht steun kreeg van de katholieke inwoners van Halsteren, leken zijn intenties doorgang te vinden. Ook onder de inwoners van Bergen op Zoom heerste er verdeeldheid. De merendeels protestantse bevolking bleef trouw aan Oranje, maar de katholieke inwoners wilden zich aansluiten bij de Spanjaarden. Toen Spinola daadwerkelijk op 18 juli de stad ging belegeren en de poorten opengezet werden, vond dit plan uiteindelijk geen doorgang, omdat de protestanten de poorten weer sloten. Vervolgens besloot Spinola een afleidingsmanoeuvre in te zetten en stuurde hij een garnizoen onder Hendrik van den Bergh richting Kleef en later ook zijn adjudant Luis de Velasco naar het noorden. De zogenaamde terugtrekking wierp geen vruchten af, wel werd Steenbergen ingenomen door Velasco.
De stad kon standhouden door de bevoorrading vanuit de zee aan de westkant, als ook de militaire inzet van de Schotse Brigade. De jonge Michiel de Ruyter deed begin september per schip Bergen op Zoom aan, en nam het kamp van Spinola als kanonnier onder vuur. Door de verdediging vanuit de stad en beschietingen uit zee verloor Spinola veel manschappen. Op 2 oktober arriveerde Maurits van Oranje wederom als verlosser van de stad, samen met graaf Peter Ernst II van Mansfeld. Deze protestantse vrijbuiter werd gelokt door binnen de Republiek ingezameld geld. Er volgden wat kleine schermutselingen en Spinola, die het commando grotendeels overliet aan Velasco, zag zich genoodzaakt te vluchten. Het beleg duurde 86 dagen.
Van de 20.600 manschappen onder Spinola, waren er na drie maanden nog 13.200 over. Spinola zou 5000 manschappen verloren hebben en nog eens 2500 manschappen deserteerden en vluchtten tijdens het beleg. In veel gevallen vluchtten ze naar de stad die ze belegerd hadden, Bergen op Zoom, om daar asiel aan te vragen en te repatriëren. Zelfs tijdens gevechten waren er Spaanse soldaten die hun wapens neergooiden en naar de stad renden. De desertie was zo hoog door de slechte omstandigheden in het Spaanse leger.
Het beleg heeft een bekend lied aan de Nederlandse liederenschat toegevoegd, 'Merck toch hoe sterck'. Het lied ontstond uit een briefwisseling met Adriaen Valerius uit Veere en een stadsbestuurder.